# 老松岭
老松岭山脉，位于吉林省汪清县东部。为图们江支流嘎呀河与穆棱河、绥芬河的分水岭。

## 位置
北于嘎呀河源头与黑龙江省的老爷岭相接，南至汪清县荒沟附近与盘岭相接。山体呈北北西走向，长约80公里，宽40～50公里，东侧有罗子沟盆地。

## 地质
岩石以华力西期和燕山期花岗岩为主，南段多侏罗系火山岩。

## 地貌
以低山、中山为主，海拔800～1000米，相对高度400～600米，山顶多浑圆，山体切割较轻。主要山峰有老松峰（1116米）、大顶子（1097．2米）、秃老婆顶子（1035．2米）等。森林覆盖率较大。